# Richard Williams (animador)
Richard Edmund Williams (Toronto, 19 de março de 1933 — Bristol, 16 de agosto de 2019) foi um ilustrador e animador canadense. Foi o diretor de animação de Uma Cilada para Roger Rabbit e autor de um livro fundamental para qualquer animador, The Animator's Survival Kit. Conhecido pela abertura do filme O Retorno da Pantera Cor-de-Rosa, de 1975, pelas ilustrações dos livros sobre o Mullah Nasruddin, de Idries Shah , que mais tarde iria culminar em The Thief and The Cobbler, e por outros trabalhos como animador, ilustrador e diretor de animação.

## Morte
Richard Williams morreu em 16 de agosto de 2019, aos 86 anos de idade, em sua casa em Bristol, Reino Unido.

## Filmografia
- A Christmas Carol (1971)
- Raggedy Ann and Andy: A Musical Adventure (1977)
- Uma Cilada Para Roger Rabbit (1988)
- The Thief and The Cobber (1993)